# Governo Bajuk
Andrej Bajuk è stato Primo Ministro della Slovenia dal 7 giugno 2000 al 30 novembre 2000. Il Governo Bajuk comprende il Primo Ministro, 16 ministri e 1 ministro senza portafoglio.
- Composizione
  - Partito Socialdemocratico Sloveno (SDS)
  - Partito Popolare Sloveno (SLS/SKD)
  - Nuova Slovenia - Partito Popolare Cristiano (NSi), nato nel corso della legislatura da una scissione dell'SLS/SKD

## Primo Ministro
- Andrej Bajuk (NSi)

## Ministeri senza portafoglio

### Legislazione
- Tone Jerovšek

## Ministeri

### Finanze
- Zvonko Ivanušič (SLS/SKD)

### Interno
- Peter Jambrek

### Affari Esteri
- Alojz Peterle (NSi)

### Giustizia
- Barbara Brezigar

### Difesa
- Janez Janša (SDS)

### Lavoro, Famiglia e Affari Sociali
- Miha Brejc (SDS)

### Relazioni Economiche e Sviluppo
- Marjan Senjur (SLS/SKD)

### Affari Economici
- Jože Zagožen (SDS)

### Agricoltura, Politiche Forestali e Alimentazione
- Ciril Smrkolj (SLS/SKD)

### Piccolo Commercio e Turismo
- Janko Razgoršek (SLS/SKD)

### Cultura
- Rudi Šeligo

### Ambiente e Pianificazione Territoriale
- Andrej Umek (SLS/SKD)

### Trasporti e Comunicazione
- Anton Bergauer (SLS/SKD)

### Istruzione e Sport
- Lovro Šturm

### Salute
- Andrej Bručan (SDS)

### Scienze e Tecnologia
- Lojze Marinček (SLS/SKD)